# Neocrex colombiana
La schiribilla colombiana o  rallo della Colombia (Neocrex colombiana Bangs, 1898) è un uccello della famiglia dei Rallidi diffuso nella regione compresa tra Panama e l'Ecuador.

## Tassonomia
Attualmente vengono riconosciute due sottospecie di schiribilla colombiana:
- N. c. ripleyi Wetmore, 1967 (regione compresa tra Panama centrale e Colombia nord-occidentale);
- N. c. colombiana (Bangs, 1898) (Colombia settentrionale e occidentale ed Ecuador occidentale).

## Descrizione
La schiribilla colombiana misura 18–21 cm di lunghezza. La sommità del capo è di colore ardesia scuro nella sottospecie nominale e grigio-nerastra in N. c. ripleyi; le regioni superiori e le ali sono di colore marrone-oliva (più scuro in N. c. ripleyi); il sottoala è bianco. Il mento e la gola sono bianchi; i lati della testa e del collo, il petto e l'addome sono di colore grigio ardesia chiaro (anch'esso più scuro in N. c. ripleyi); sui lati del collo e del petto tale colore sfuma in un marrone-oliva chiaro; i fianchi, la parte bassa dell'addome e il sottocoda sono di colore cannella chiaro. L'iride è rossa; il becco varia dal verdastro al giallognolo, con l'estremità nera e la base rossa; le zampe e i piedi sono di colore rosso, arancione o marrone-rossastro. I sessi sono simili.

## Distribuzione e habitat
Come è già stato detto in precedenza, la schiribilla colombiana viene suddivisa in due sottospecie, entrambe piuttosto rare. Quella nominale vive in Colombia, sulla Sierra Nevada de Santa Marta e sui versanti occidentali della Cordigliera Orientale, nonché in Ecuador, a sud fino almeno al fiume Chimbo. N. c. ripleyi, invece, è nota unicamente a partire da due esemplari, catturati rispettivamente ai confini nord-occidentali della Zona del Canale di Panama e ad Acandí, nell'estremità settentrionale del Dipartimento di Chocó, in Colombia.
La specie occupa paludi, savane umide, pascoli e foreste sempreverdi, fino a 2100 m di quota, e non è ristretta ad habitat umidi.

## Biologia
Le notizie inerenti alle abitudini della schiribilla colombiana sono molto scarse. Nella palude di Tocumen, a Panamá, la specie è stata avvistata prevalentemente di prima mattina, lungo i margini dei canali e negli stagni, ma rimane all'aperto solo per poco tempo e preferisce rimanere nascosta tra la vegetazione. La dieta non è nota, ma si suppone che non si discosti da quella della schiribilla beccorosso. La nidificazione avviene tra dicembre e febbraio.